# Oxyagrion fernandoi
Oxyagrion fernandoi är en trollsländeart som beskrevs av Costa 1988. Oxyagrion fernandoi ingår i släktet Oxyagrion och familjen dammflicksländor. Inga underarter finns listade i Catalogue of Life.